# Tayyiba Haneef-Park
Tayyiba Haneef-Park (Laguna Hills, 23 de março de 1979) é uma jogadora de voleibol estadunidense.
Participou dos Jogos Olímpicos de Atenas 2004, onde terminou em 5º lugar, também esteve presente nos Jogos Olímpicos de Pequim em 2008, quando terminou com a medalha de prata perdendo a final para o Brasil por 3 sets a 1 e jogou os jogos olímpicos de Londres ganhando todos os jogos do campeonato, apenas perdendo por 3X1 na final, contra o  Brasil. Atualmente, Haneef-Park joga no Pioner Red Wings do Japão.
Haneef tem 2.03m de altura.